# Remanufacture - Cloning Technology
Remanufacture - Cloning Technology è un album di remix dei Fear Factory, pubblicato il 20 maggio 1997.

## Tracce
Il titolo della canzone originale è tra parentesi.
1. "Remanufacture" (Demanufacture) (remixed by Rhys Fulber) - 6:43
2. "National Panel Beating" (Body Hammer) (remixed by Rhys Fulber) - 4:38
3. "Genetic Blueprint" (New Breed) (remixed by Junkie XL) - 4:23
4. "Faithless" (Zero Signal) (remixed by Rhys Fulber) - 5:25
5. "Bionic Chronic" (remixed by Junkie XL) - 0:35
6. "Cloning Technology" (Replica) (remixed by Kingsize) - 6:01
7. "Burn" (Flashpoint) (remixed by Junkie XL) - 5:04
8. "T-1000" (H-K (Hunter-Killer) (remixed by DJ Dano) - 4:07
9. "Machines of Hate" (Self Bias Resistor) (remixed by Rhys Fulber) - 5:50
10. "21st Century Jesus" (Pisschrist) (remixed by Rhys Fulber) - 7:10
11. "Bound for Forgiveness" (A Therapy For Pain) (remixed by Rhys Fulber) - 6:00
12. "Refinery" - 3:03
13. "Remanufacture" (Edited Version) (remixed by Rhys Fulber) - 5:26
14. "Transgenic" (Japanese bonus track) - 5:42

## Tracce della riedizione

### CD# 1 tracks
1. "Demanufacture" – 4:13
2. "Self Bias Resistor" – 5:12
3. "Zero Signal" – 5:57
4. "Replica" – 3:56
5. "New Breed" – 2:49
6. "Dog Day Sunrise" (Head of David cover) – 4:45
7. "Body Hammer" – 5:05
8. "Flashpoint" – 2:53
9. "H-K (Hunter-Killer)" – 5:17
10. "Pisschrist" – 5:25
11. "A Therapy for Pain" – 9:43
12. "Your Mistake" (Agnostic Front cover) – 1:30
13. "¡Resistancia!" – 2:55
14. "Concreto" - 3:30
15. "New Breed (Revolutionary Designed Mix)" - 2:59
16. "Manic Cure" - 5:09
17. "Flashpoint (Chosen Few Mix)" - 4:09

### CD# 2 bonus tracks
1. "Cyberdyne" - 4:28
2. "Refueled" - 4:37
3. "Transgenic" - 5:42
4. "New Breed (Spoetnik mix)" - 3:52

## Formazione
- Burton C. Bell - voce
- Dino Cazares - chitarra
- Christian Olde Wolbers - basso
- Raymond Herrera - batteria